# Мартыненков, Игорь Николаевич
Игорь Николаевич Мартыненков (род. 28 декабря 1970, г. Донецк, Украина) — украинский бизнесмен, государственный деятель, владеет разноплановым практическим опытом в сфере бизнеса и в секторе государственного управления, имеет боевой опыт в ВСУ.

## Биография
Родился 28 декабря 1970 года, в г. Донецке, в семье служащих.

## Образование
| 1988 – 1993 гг. Донецкий политехнический институт Горный инженер-строитель Специальность «Шахтное и подземное строительство» Горный инженер-экономист Специальность «Экономика и управление в области горной промышленности и геологоразведке» |

## Профессиональная деятельность и бизнес
После получения высшего образования,
С 12.1994 по 03.1998 начал свою карьеру в ВО «Донецьквуглеремонт» в должности заместителя директора по экономике предприятия, где приобрел управленческий опыт руководства структурными подразделениями, внедрял меры по улучшению экономических показателей деятельности предприятия, разработке и реализации прогрессивных форм и методов экономической работы.
В марте 1998 г. основал и руководил трейдинговой угольной компанией АОЗТ "Валентин", которая за короткий период стала лидером отечественного рынка.
С 03.2001 по 03.2003 – занимал должность помощника первого Вице-премьер-министра Украины по вопросам промышленной политики Кабинета Министров Украины, участвовал в формировании Программы деятельности Кабинета министров Украины по вопросам промышленной политики, в разработке государственных программ экономического и социального развития Украины, определение приоритетных направлений развития промышленности Проводил в промышленном секторе экономики Украины единую социальную, научно-техническую, инвестиционную и природоохранную политику.
В период с 04.2003 – 08.2005 работал на руководящих должностях в ключевых предприятиях угольной промышленности: ГП «Луганскуголь», НАК «Энергетическая компания Украины», занимал должность Советника Совета Национальной Безопасности Украины, принимал непосредственное участие в создании надежного и эффективного электрофункции. обеспечение экономической и энергетической безопасности государства, проводившее эффективное управление государственным имуществом.
С 08.2005 по 01.2006 занимал должность Заместителя Министра Министерства Украины по чрезвычайным ситуациям и делам защиты населения от последствий Чернобыльской катастрофы.
С 01.2006 по 10.2014 – президент ООО «Украинские аэрозоли». За время своей работы разработал и успешно внедрил стратегию развития предприятия, приведшую к увеличению основных показателей экономической успешности бизнеса (PROFIT, EBITDA, ROCE, ROI). Осуществил полную реорганизацию деятельности предприятия: техническое перевооружение завода, внедрение международных стандартов качества продукции (GMP, ISO). Успешно внедрил новые продукты в производство на основе маркетинговых исследований международных рынков и потребностей клиентов, что привело к международной узнаваемости бренда, в результате чего, с полуразрушенного предприятия советских времен, завод был модернизирован до самого высокого уровня и вошел в TOP-10 лидеров производства аэрозолей в Европе, получил более 30% дополнительной валютной выручки от продаж продукции в 11 странах мира, прошел сертификацию по стандартам ISO 9001 и GMP.
С 10.2014 по 03.2015 – работал в должности Первого заместителя Председателя Луганской областной государственной администрации, г. Северодонецк, где организовал работу облгосадминистрации с нуля в связи с перемещением на подконтрольную Украине территорию, участвовал в налаживании систем инфраструктуры; обеспечивал бесперебойную работу всех служб ЖКХ; участвовал в налаживании инфраструктуры и работы банковских систем города; взаимодействовал с международными фондами по восстановлению разрушений на подконтрольной территории, Взаимодействовал с международными организациями по вопросам обеспечения безопасности жизнедеятельности населения. Эффективно сотрудничал с миссиями ООН, ОБСЕ и других международных фондов.
С 03.2015 по 04.2016 - занимал должность первого заместителя Министра энергетики и угольной промышленности Украины, где разрабатывал и внедрял проекты, нацеленные на укрепление энергонезависимости страны по введению европейских стандартов. Успешная, взаимодействовал с инвестиционными государственными и частными фондами. Проводил привлечение механизма государственно-частного партнерства для проекта «Энергетический мост Украина – ЕС», направленного на увеличение объемов пропускной способности межгосударственных электрических сетей путем отделения энергоблока от объединенной энергетической системы Украины для обеспечения долгосрочного экспорта электрической энергии. Принимал непосредственное участие в подготовке к подписанию соглашения между Правительством Украины и Правительством Австралии о сотрудничестве в области использования ядерной энергии в мирных целях.
С 11.2016 по 06.2019 – Советник Первого заместителя Председателя Верховной Рады Украины. За время работы принимал участие в проведении независимой экспертизы в энергетическом штабе при вице-премьер-министре Украины по оценке мероприятий по эффективной подготовке страны к прохождению осенне-зимнего периода. В своих полномочий налаживал дипломатические отношения с рядом стран, участвовавших в Минских переговорах. Участвовал в проведении переговоров на более чем 100 международных встречах с представителями правительств и парламентов зарубежных стран с целью информирования о безопасности и гуманитарной ситуации на востоке страны и имплементации Минских соглашений.
С 02.2020 по 02.2022 – Советник Председателя Службы безопасности Украины. Разработка приоритетных направлений, обеспечивающих комплексное развитие безопасности, экономической, информационно-телекоммуникационной, социальной и гуманитарной инфраструктуры Проводил консультации по: экономической и экологической безопасности временно оккупированных территорий; реализации социальной политики и защиты прав человека; обеспечение действия Конституции и законов Украины, нормализацию жизнедеятельности населения, противодействие диверсионным направлениям и террористическим актам, недопущение гуманитарной и экологической катастрофы в районах проведения антитеррористических операций.
Благодаря глубокому знанию особенностей региона и инфраструктуры, внес значительный вклад в проведение антитеррористической операции и в подготовку спецопераций на востоке страны.
Подготовка страны к прохождению отопительного периода 2021/2022 и его успешное завершение, в том числе содействие отсоединению украинской энергосистемы от России и Беларуси (23.02.2022) и вхождение в европейскую энергосистему.
В первый день полномасштабной агрессии против Украины вступил в ряды ВСУ по собственному желанию. Имея звание майора, начал службу командиром взвода в составе 72-й отдельной механизированной бригады.
В мае 2022 был назначен начальником Управления в составе Главного оперативного управления Генерального штаба ВСУ, в октябре 2022 сформировал и возглавил новое самостоятельное управление в Главном штабе ВСУ, в котором прослужил до июля 2023 г. В течение этого времени организовывал мониторинг информационного пространства в Украине ее границами определения потенциальных угроз, выявления негативной информации, состояния киберзащиты объектов критической инфраструктуры Украины; принимал участие в стратегическом планировании развития Вооруженных сил Украины, включая модернизацию оборудования, внедрение новых технологий; сотрудничал с другими военными ведомствами и организациями, как национальными, так и международными, для обеспечения безопасности и стабильности в государстве, развития стратегического партнерства; выступал как представитель Вооруженных Сил Украины на встречах с другими военными организациями, дипломатическими миссиями, переговорах, обеспечения достижения совместимости с государствами – членами НАТО и т.д.
Дважды повышен в воинском звании – сначала к подполковнику, а впоследствии и к полковнику ВСУ Украины.
Начиная с сентября 2023 г. – основатель Военно-технологической компании «Martyn Tech», где занимается успешным внедрением уникальных инновационных разработок типа R&D, создающих добавленную ценность и предпочитающих вести противостояние российской агрессии.

## Семья
Имеет троих детей.

## Награды, звания
Почётный знак «Стальной крест»
Медаль «При содействии военной разведке Украины» ІІ степени
Нагрудный знак «Украина или смерть», 72 отдельная бригада
Пистолет Glock 19
Пистолет Sig Sauer
Часы наручные от Начальника Генерального штаба Вооруженных сил Украины
Знак «Шахтерская слава» III, II и I степеней